# Pietro Agostino D'Avack
Pietro Agostino D'Avack (Roma, 4 gener de 1905 - Roma, 6 de juny de 1982) fou un rector de la Universitat de Roma La Sapienza, Itàlia. En els anys trenta D'Avack va ser un dels protagonistes de l'anomenada "fioritura canonistica". També va obtenir la càtedra de Dret canònic a la Universitat "La Sapienza".
El 29 de febrer de 1968 després de l'ocupació de la Facultat d'Arquitectura el rector D'Avack es va veure obligat a trucar a la policia per desocupar-lo. Uns dies més tard, el 6 de març, la protesta s'aboca de nou en la mateixa Facultat, llavors a càrrec de la policia, per tal de recuperar el control, iniciant-se així els episodis de Valle Giulia.